# 红石国家森林公园
红石国家森林公园位于中国吉林省吉林市桦甸市和靖宇县，是目前吉林省境内占地面积最大，森林覆盖率最广，野生动植物最全，水土蕴含量最为丰沛的多功能型的国家森林公园和国家3A级旅游景区，于2005年12月设立，占地面积为28,574.6公顷。

## 历史
红石国家森林公园原属吉林省红石林业局管辖。1998年中国洪水灾害之后，生态保护的重要性深入人心，国家天然林保护工程随之实施，红石林业局经营区内沿江、沿湖10万公顷森林被划为国家重点生态公益林，停止采伐作业。在实施天然林保护工程后，红石林业局的木材年产量从42万立方米降到11.77万立方米。在新形势之下，红石林业局调整产业结构，规划了四大替代产业，其中重要的一项就是发展森林生态旅游业。红石国家森林公园的各项筹备工作从2004年开始启动，2005年12月经国家林业局正式批复设立，2007年正式对外开放。